# 扎利茲尼亞克
50°50′51″N 35°0′41″E / 50.84750°N 35.01139°E
扎利茲尼亞克（烏克蘭語：Залізняк）是位於烏克蘭東北部的村莊，由蘇梅州蘇梅區的上瑟羅瓦特卡市鎮負責管轄。該村處於瑟羅瓦特卡河右岸，距離上瑟羅瓦特卡1公里，海拔高度143米，2001年人口380。